# Cần núi
Cần núi, danh pháp khoa học Levisticum officinale hoặc Ligusticum levisticum, là một loài thực vật có hoa trong họ Hoa tán. Loài này được W.D.J. Koch mô tả khoa học đầu tiên năm 1824.

## Đặc điểm mô tả
Là cây lâu năm, cây cao 2 m (6 ft), lá kép bóng có răng cưa, hoa màu vàng pha xanh, hạt nhỏ hình trứng.

## Phân bố
Được tìm thấy ở miền Nam châu Âu và Tây-Nam châu Á.

## Canh tác
Cây phát triển mạnh ở các sườn núi có ánh mặt trời. Lá cây được thu hoạch vào mùa xuân hay đầu hè. Rễ được thu hoạch vào mùa thu.

## Thành phần hóa học
Cây cần núi có chứa tinh dầu dễ bay hơi long não (gồm chất limonene, phellandrene, alpha - pinene và sesquiterpene), peucedanin, oxypeucedanin và estriol), quercetin.

## Dược tính
Rễ cây dùng làm ấm, có hương thơm, chất bổ và vị đắng. Nó có tác dụng rất mạnh bên trong dạ dày và bụng, ổn định chứng khó tiêu, giảm đầy hơi và tê liệt. Nó có hiệu quả trong việc điều trị các bệnh có liên quan đến ngực, chữa cảm lạnh, hen suyễn, viêm phế quản và kinh nguyệt.
Nếu đắp cây cần núi lên da có thể gây phản ứng nhạy cảm với ánh nắng.

## Hình ảnh

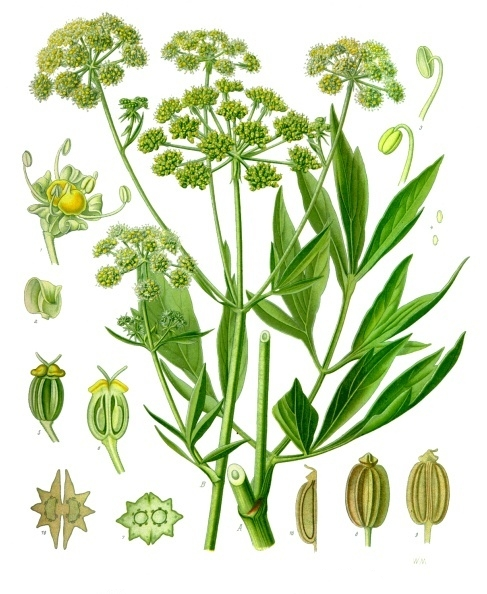
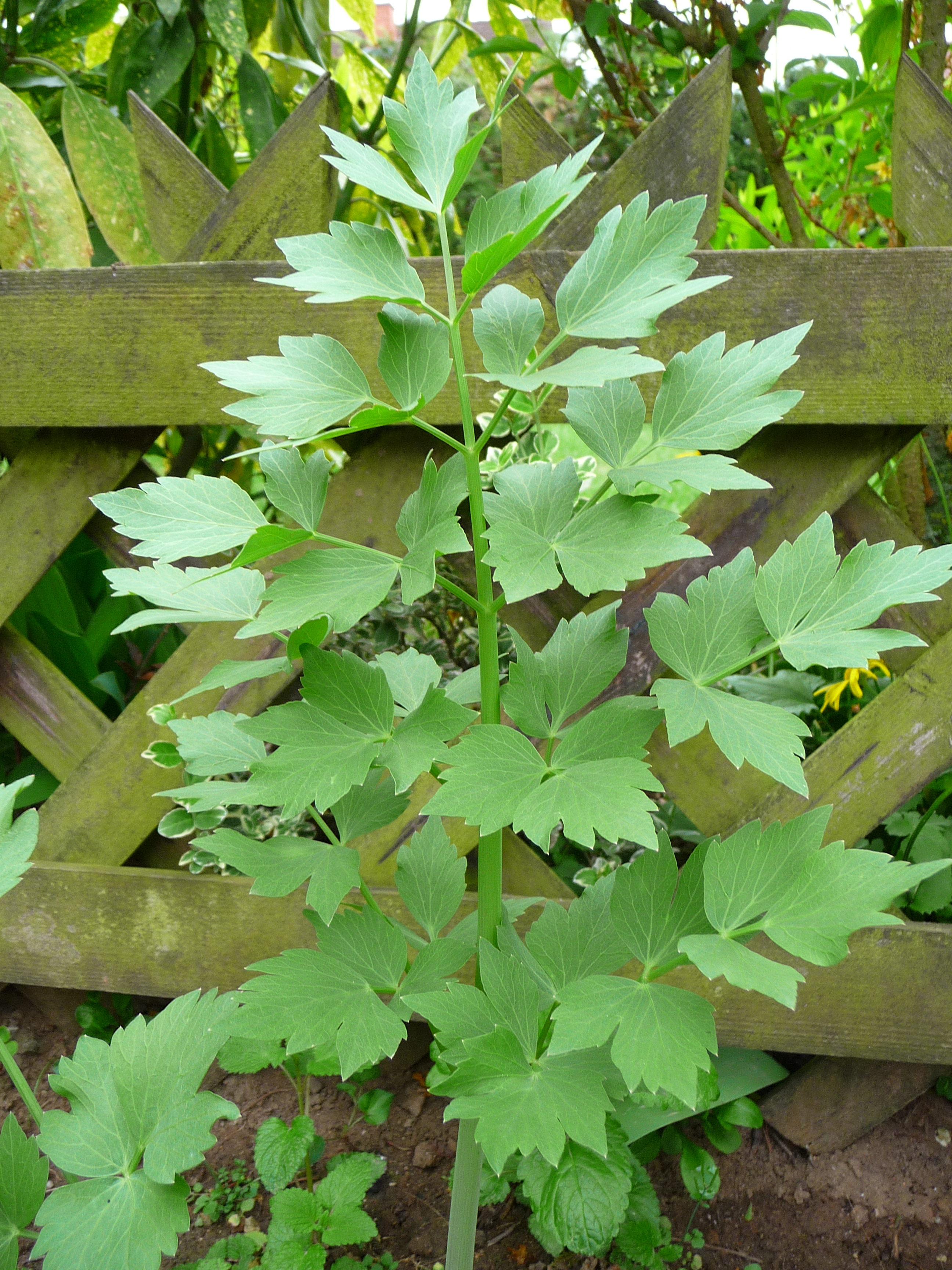
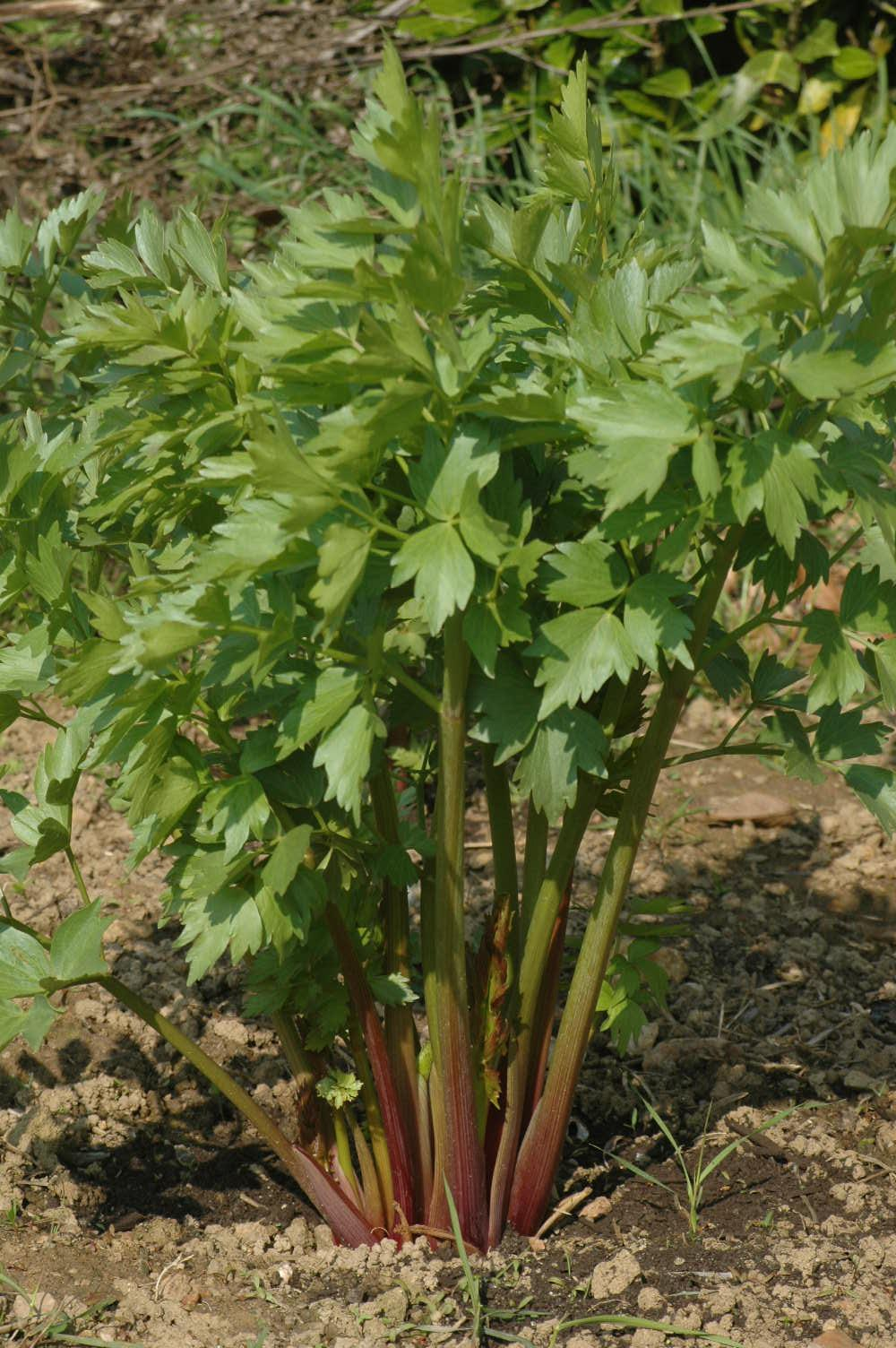
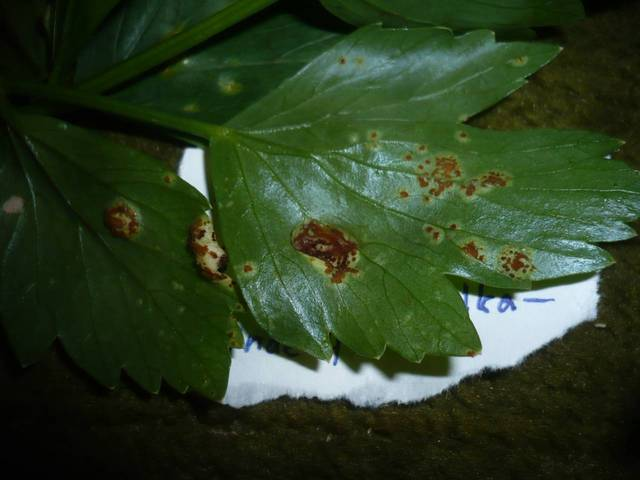